# Arne Bjerhammar
Arne Bjerhammar, född 15 september 1917 i Båstad, död den 6 februari 2011, var en svensk  professor i geodesi vid Kungliga Tekniska Högskolan i Stockholm.
Bjerhammar utvecklade bland annat en matrisalgebra med generaliserade inverser, en metod för bestämning av geoiden ur gravimetriska data samt ett system för elektrisk-optisk avståndsmätning. Han forskade även om den fennoskandiska landhöjningen och gav ut boken Geodesi.
Bjerhammar tilldelades flera vetenskapliga priser, bland annat Gauss medalj. 1982 fick han KTH:s stora pris, och 1988 tilldelades han Rossbypriset.

## Utmärkelser
- Kommendör av Nordstjärneorden, 5 juni 1971.[1]